# هاییان، گوانگدونگ

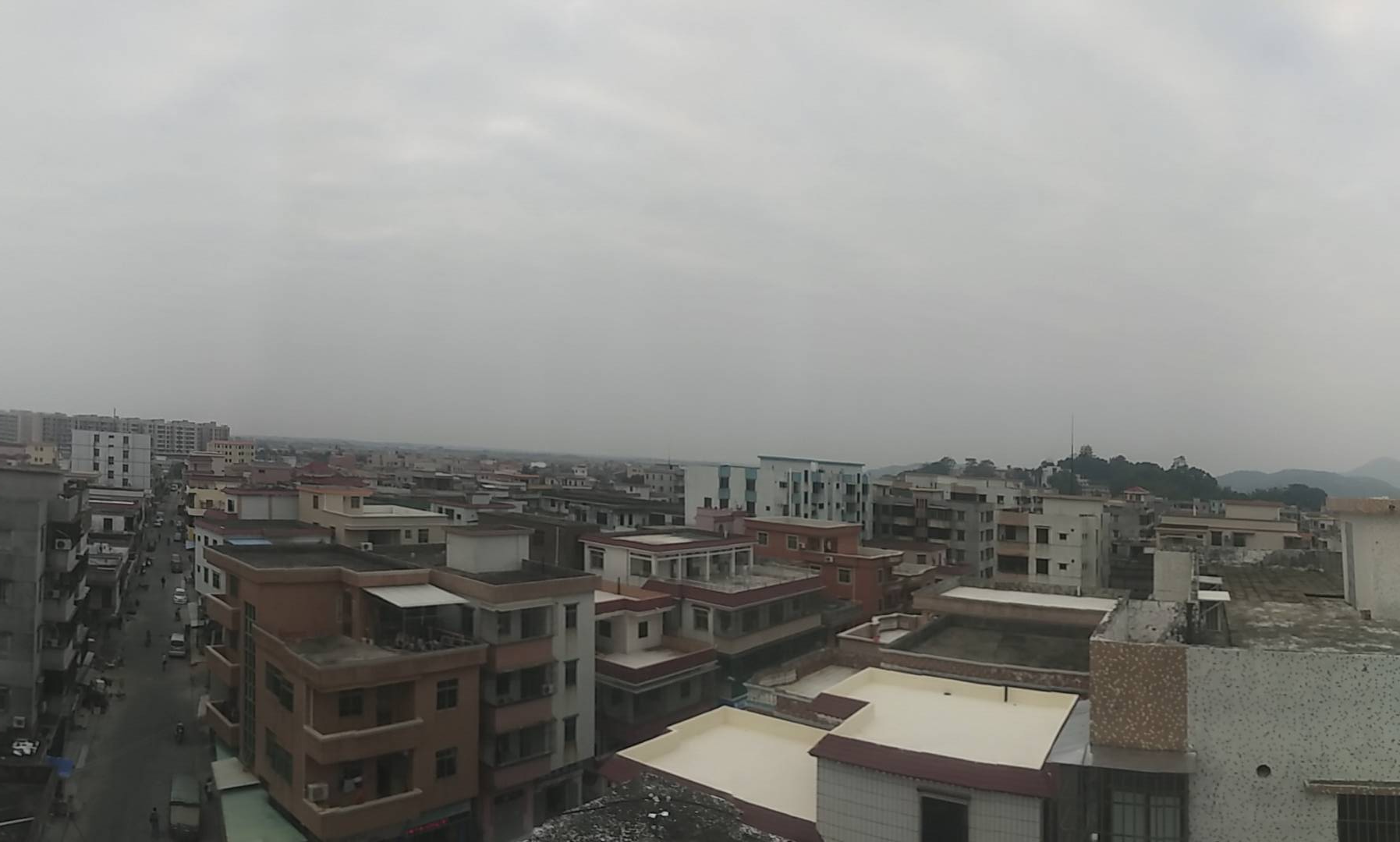
نمای پانوراما از بازار هاییان در شهر هاییان، تایشان، چین (۲۰۱۷)

هاییان، گوانگدونگ (چینی:海宴؛ پین‌یینی:Hǎiyàn)شهری در تایشان واقع در استان گوانگدونگ در جنوب چین می‌باشد. هاییان شامل مزرعه‌ای خارج از مرز کشور چین نیز است.